# Santarém, Bồ Đào Nha
Santarém là một huyện thuộc tỉnh Santarém, Bồ Đào Nha. Huyện này có diện tích 562 km², dân số thời điểm năm 2001 là 63563 người.